# Mainzer Landrecht
Das Mainzer Landrecht (Churfürstlich-Mayntzisches Landrecht) war das Partikularrecht im überwiegenden Teil des Kurfürstentums Mainz.

## Geschichte

### Vorläufer
Für 1442 ist eine Kurmainzer Rechtssammlung überliefert, von der allerdings nicht feststeht, ob sie eine private Arbeit war oder öffentlichen Charakter hatte.

1516 erließ Erzbischof Albrecht von Brandenburg eine Hofgerichtsordnung, die 1521 von Karl V. bestätigt wurde.
1534 wurde eine Untergerichts-Ordnung für den Kurstaat erstellt.
1643 wurde eine von dem Walpoden Nikolaus Itzstein zusammengestellte Rechtssammlung des im ländlichen Umfeld von Mainz geltenden Gewohnheitsrechts offiziell geprüft, für richtig befunden und hoheitlich bestätigt. Nach anderer Quelle soll das vermutlich 1683 oder kurz davor geschehen sein und zwar von dem für den Vizedomamt Rheingau zuständigen Vizedom und anderen sachverständigen Amtsträgern im Kurstaat. Sie galt seitdem als Rheingauischer Landbrauch als Landrecht.

### Landrecht von 1755
Um aufgetretene Probleme zu regeln und weitere Einheitlichkeit im geltenden Recht zu schaffen, entstand das Mainzer Landrecht. Die Einzelheiten dazu, wie es zustande kam, sind ungeklärt. Die Vorarbeiten sollen bis 1719 zurückreichen.
Basierend auf diesen Vorarbeiten erließ Kurfürst-Erzbischof Johann Friedrich Karl am 24. Juli 1755 das Mainzer Landrecht, das zum 1. Januar 1756 in Kraft trat. Dem ging wohl ein Redaktionsprozess voraus, an dem mehrere Mainzer Juristen beteiligt waren. Grundlage war zum einen der Rheingauische Landbrauch. Stark wurde auch auf die Frankfurter Reformation und die dazu erschienene juristische Literatur zurückgegriffen. Das Gemeine Recht galt subsidiär, soweit die speziellen Regelungen des Mainzer Landrechts für einen Sachverhalt keine Bestimmungen enthielten.
Das Mainzer Landrecht galt im gesamten Kurfürstentum. Ausgenommen waren die Exklaven Erfurt und Eichsfeld sowie die Kondominate, an denen der Kurstaat beteiligt war.

### Fortgeltung und Ende
Bis 1794/1795 gelang es Frankreich, die linksrheinischen Territorien des Deutschen Reichs militärisch zu besetzen. Sie wurden anschließend annektiert. Hier wurden in der Folge die napoleonischen Codices eingeführt, vor allem der Code civil. Das Mainzer Landrecht trat hier außer Kraft. Der Code civil behielt seine Gültigkeit im linksrheinischen Deutschland auch nach dem Untergang Napoleons.
Das Mainzer Landrecht dagegen blieb in den rechtsrheinischen Gebieten bestehen, in denen es bisher gegolten hatte. Diese fielen nach 1803 zu einem großen Teil an die Landgrafschaft Hessen-Darmstadt, die kurz darauf zum Großherzogtum Hessen wurde. Es behielt seine Geltung hier im gesamten 19. Jahrhundert und wurde erst zum 1. Januar 1900 von dem einheitlich im ganzen Deutschen Reich geltenden Bürgerlichen Gesetzbuch abgelöst.
Da aufgrund Art. 200 EGBGB das eheliche Güterrecht des Mainzer Landrechts für Ehen, die vor dem 1. Januar 1900 geschlossen worden waren, weiter galt, kam noch 1963 die Frage zur Entscheidung, ob die dort getroffene Regelung mit der Gleichberechtigung nach Art. 3 Abs. 2 Grundgesetz für die Bundesrepublik Deutschland vereinbar sei.

## Inhalt
Das Mainzer Landrecht war noch keine Gesamtkodifikation. Es enthielt aus heutiger Sicht Zivil-, öffentliches und Strafrecht und gliedert sich nachfolgend in
- die Landesordnung, in Sachgruppen gegliedert:
  - Eherecht
  - Intestat Erbrecht
  - Testament
  - Vormundschaft
  - Pfandrecht
  - Bürgschaft
  - Kauf
  - Eviktion
  - Näherrecht
  - Emphyteuse
- eine Untergerichtsordnung und Taxordnung mit Bestimmungen über Prozessrecht und das Abgabenwesen in den Ämtern. Die Ausgabe von 1755 wich erheblich von der ab, die seit 1534 galt. In Mittelalter und Früher Neuzeit waren die Ämter eine Ebene zwischen den Gemeinden und der Landesherrschaft. Die Funktionen von Verwaltung und Rechtsprechung waren hier nicht getrennt. Dem Amt stand ein Amtmann vor, der von der Landesherrschaft eingesetzt wurde. → Hauptartikel: Amt (historisches Verwaltungsgebiet)
- eine Hofgerichtsordnung mit dem Prozessrecht für die oberste gerichtliche Instanz. Die Ausgabe von 1755 stimmte weitgehend mit der von 1518 überein.

Inhaltlich folgt das Mainzer Landrecht teilweise wörtlich der Frankfurter Reformation von 1578. Zwischen 1756 und 1808 wurde es noch um neun Verordnungen ergänzt. Außerdem folgten einige landesherrliche „Authentische Interpretationen“. Weiterentwickelt wurde es auch durch die Rechtsprechung des Mainzer Hofgerichts. Hier waren um 1780 noch Richter tätig, die bei der Redaktion 1755 mitgewirkt hatten.

### Textausgaben
nach Erscheinungsjahr geordnet 
- Abraham Saur: Fascicvlvs Ivdiciarii Ordinis Singvlaris: das ist Ein schöner Außbund Etlicher Chur- und Fürsten Gerichts ober und under, auch Grafen und Herrn Land Ordnung ; deßgleichen vornēmer Reichs Stätten ernewerten Reformationen und Processen in Bürgerlichen Rechtsachen ... Band 1. Frankfurt a. Main, 1589.
- S. Rochus Hospital (Hg.): Churfürstlich-Mayntzische Land-Recht und Ordnung. Druckerei des Rochus Hospitals, Mainz 1755.
- Wilhelm von der Nahmer: Handbuch des Rheinischen Particular-Rechts, Bd. 2. Sauerländer, Frankfurt am Main 1831, S. 683–761.
- Churfürstlich-Mayntzisches Landrecht Für sämtl. Chur-Mayntzische Landen, ausschließl. deren Erffurt. u. Eichsfeld., sodann deren Gemein-Herrschaftl. Orthen vom Jahre 1755. Pergay, Aschaffenburg 1838.
- Heinrich Karl Kurz: Das churfürstlich Mainz'sche Land-Recht vom Jahre 1755 mit Erl. und Erg. aus dem gemeinen Rechte, und unter Vergleichung mit den rheinischen, sowie mit anderen Partikularrechten fränkischen Ursprungs, mit der Frankfurter Reformation &c &c. Wailandt, Aschaffenburg 1866.

### Sekundärliteratur
nach Autoren / Herausgebern alphabetisch geordnet 
- Adalbert Erler: Mainzer Landrecht. In: Handwörterbuch zur deutschen Rechtsgeschichte, Bd. 3. Erich Schmidt, Berlin 1984. ISBN 3 503 00015 1, Sp. 198–201.
- Arthur Benno Schmidt: Die geschichtlichen Grundlagen des bürgerlichen Rechts im Großherzogtum Hessen. Curt von Münchow, Giessen 1893.